# Jamides limes
Jamides limes is een vlinder uit de familie van de Lycaenidae. De wetenschappelijke naam van de soort is voor het eerst gepubliceerd in 1895 door Hamilton Herbert Druce.
De spanwijdte bedraagt 36 millimeter.
De soort is ontdekt op de Gunung Kinabalu in Borneo (Maleisië).